# Easington (circonscription britannique)
Pour les articles homonymes, voir Easington.

La circonscription dans le comté de Durham.

La circonscription de Easington est une circonscription électorale anglaise située dans le comté de Durham, et représentée à la Chambre des communes du Parlement britannique depuis 2010 par Grahame Morris du Parti travailliste.

## Members of Parliament (députés)
| Election | Election | Member         | Party              |
| -------- | -------- | -------------- | ------------------ |
|          | 1950     | Manny Shinwell | Parti travailliste |
|          | 1970     | Jack Dormand   | Parti travailliste |
|          | 1987     | John Cummings  | Parti travailliste |
|          | 2010     | Grahame Morris | Parti travailliste |